# Prínia de Socotra
La prínia de Socotra (Incana incana) és una espècie d'ocell passeriforme de la família Cisticolidae endèmica de l'illa de Socotora. És l'única espècie del gènere Incana.

## Distribució i hàbitat
Es troba únicament a l'illa de Socotra, davant de les costes de la Banya d'Àfrica. Habita matollars tropicals secs.